# Elisabeth Sundin
Elisabeth Birgitta Sundin, född 2 juli 1944 i Västerviks församling, Kalmar län, är professor emerita i företagsekonomi vid Linköpings universitet. 

## Biografi
Sundin är uppvuxen i Västervik där hon tog studenten år 1963 på reallinjen. Hon fick sin akademiska grundutbildning i Uppsala där hon läste samhällsvetenskapliga ämnen och blev pol mag år 1969 och lärarutbildad efter ett år på lärarhögskolan. Efter grundläggande utbildningar arbetade hon som revisorsassistent i Uppsala. 
År 1974 flyttade hon med familjen till Umeå där hon knöts till företagsekonomiska institutionen. År 1980 blev hon  filosofie doktor i Umeå i företagsekonomi med avhandlingen Företag i perifera regioner. Hon antogs som docent 1985.  
År 1984 flyttade hon till Linköpings universitet där hon var verksam både i företagsekonomi och vid Tema Teknik och Social förändring. 
År 1991 blev hon professor i företagsekonomi vid Internationella Handelshögskolan i Jönköping och något senare professor i organisation vid Arbetslivsinstitutet med placering vid enheten i Norrköping där hon också var platschef. Då Arbetslivsinstitutet las ned år 2007 övergick hon på heltid till Linköpings universitet som professor i företagsekonomi, dit hon sedan år 2002 varit knuten. Hon deltog  i etablerandet av Helix Vinn Excellence Centre och var där verksam under de sista tio åren före emeritus. Sundin har också varit gästprofessor vid Handelshögskolan i Köpenhamn. 
Sundin har haft en rad uppdrag vid Linköpings universitet såsom föreståndare för Forum för kvinnliga forskare och kvinnoforskning  och medlem av fakultetsstyrelse och forskarutbildningsnämnd. Hon har också haft en rad  uppdrag inom det nationella och nordiska akademiska systemet såsom medlem av  styrelser och bedömnings/utvärderingsgrupper främst inom företagsekonomi, genus och arbetsliv. Som exempel kan nämnas att hon var ledamot av styrelsen för Internationella Handelshögskolan i Jönköping 1997-99 samt styrelseledamot i FAS och ordförande i bedömningsgruppen för arbetsorganisation åren 2001-2006. 
Inom sina forskningsområden, småföretag/entreprenörskap, regionala dimensioner och genus och jämställdhet har hon varit  med i ett antal kommissioner, råd och styrgrupper alltsedan 1970-talet på både lokal, regional och nationell nivå - såsom  Almis forskarråd (pågående), styrelseledamot i ITPS (Institutet för tillväxtpolitiska studier) åren 2002-2007 samt expert i Kvinnomaktutredningen åren 1995-97. 
Sundin är mest känd för sin forskning om kvinnors företagande. Hon fick tillsammans med Carin Holmquist år 2012 Esbri-priset för entreprenörskap för den pionjärinsatsen. Ett annat viktigt och långsiktigt forskningsområde rör olika aspekter på  omvandlingen av den offentliga sektorn. För den forskningen tilldelades hon år 2014 Förvaltningshögskolans pris för nyttiggörande av forskning inom offentlig förvaltning (Göteborgs universitet). Hennes senaste forskningsområde är äldre och företagande. 
Sundin är gift sedan 1967 med professor emeritus Jan Sundin. De har tre barn,

## Publikationer i urval
- Carin Holmquist och Elisabeth Sundin (2015). 25 år med kvinnors företagande - Från osynligt till drivkraft för tillväxt
- Entrepreneurship and the reorganization of the public sector: A gendered story:  Economic and Industrial Democracy, ISSN 0143-831X, E-ISSN 1461-7099,  Vol. 32, nr 4, s. 631-653 år 2011.
- Äldre företagare. En porträttbok Dialogos förlag 2020.